# آدم ريد
آدم ريد (بالإنجليزية: Adam Reed)‏ (8 مايو 1991 المملكة المتحدة - ) هو لاعب كرة قدم بريطاني يلعب كلاعب وسط.

## وصلات خارجية
آدم ريد على موقع قاعدة بيانات كرة القدم.إي يو (الإنجليزية)
- آدم ريد على موقع ناشيونال فوتبول تيمز (الإنجليزية)
- آدم ريد على موقع Soccerbase.com (لاعب) (الإنجليزية)
- آدم ريد على موقع Soccerway.com (الإنجليزية)
- آدم ريد على موقع عالم كرة القدم.نت (الإنجليزية)
- آدم ريد على موقع AS.com (الإسبانية)